# 孙功谊
孙功谊（1960年3月—），中华人民共和国外交官，曾任中华人民共和国驻毛里求斯共和国特命全权大使。